# Germán Aparicio Lembcke
Germán Aparicio Lembcke (Lima, 23 de agosto de 1944) es un abogado y político peruano. Es dirigente y cofundador de Somos Perú. Fue Teniente-Alcalde de Lima entre el 1 de enero de 1996 y el 31 de diciembre de 2002, luego fue regidor de Lima desde 2003 hasta 2014.

## Vida política
Es militante de Somos Perú. 

### Teniente-Alcalde de Miraflores
En las elecciones municipales de 1993, fue elegido Teniente-Alcalde de Miraflores por el Partido Popular Cristiano para el periodo municipal 1992-1995. Con Alberto Andrade a la Alcaldía.
En 1992, junto a Andrade y a otros miembros del Partido Popular Cristiano, renunciaron a dicho partido tras discrepancias con algunos miembros. Sin embargo, con Andrade deciden fundar su propio partido ''Somos Lima'' con mira a las elecciones municipales de 1995.

### Teniente-Alcalde de Lima (1996-1998)
En las elecciones municipales de 1995, fue elegido Teniente-Alcalde de Lima por Somos Lima, junto a Alberto Andrade a la alcaldía. Venciendo al candidato oficialista Jaime Yoshiyama. Andrade asumió el cargo en 1996 para el periodo municipal hasta 1998.

### Teniente-Alcalde de Lima (1998-2002)
En las elecciones en Lima en 1998, fue reelegido Teniente-Alcalde de Lima por Somos Perú, junto a Alberto Andrade a la alcaldía para otro periodo en la Municipalidad, venciendo a Juan Carlos Hurtado Miller, quien representó a la agrupación fujimorista Vamos Vecino.

### Candidato a  Teniente-Alcalde  en 2002
En las elecciones municipales del 2002, Andrade volvió a postular para una tercera gestión en Lima, proponiendo poner en funcionamiento un sistema de autobuses rápidos conocidos como Lima Bus, similar al Transmilenio de Bogotá, Colombia. Andrade perdió las elecciones ante Luis Castañeda Lossio, de la alianza Unidad Nacional quien planteaba la construcción de un tren. 
Sin embargo, el tren no fue construido y en su segundo periodo, Castañeda construyó el sistema de autobuses propuesto por Andrade, bajo el nombre de Metropolitano.
En dichas Elecciones resultó electo regidor de oposición (2003-2006).

### Candidato a Teniente-Alcalde en 2006
En las elecciones municipales del 2006 volvió a postularse una vez más a Teniente-Alcalde, esta vez encabezado a la alcaldía Gino Costa.
En dichas elecciones resultó electo regidor de oposición (2007-2010).

### Candidato a Teniente-Alcalde en 2010
En las elecciones municipales del 2010,  volvió a postular una vez más a Teniente-Alcalde esta vez encabezado a la alcaldía Fernando Andrade.
En dichas Elecciones resultó electo regidor de oposición (2011-2014).